# Tivoli (München)
Tivoli là một khu phố ở München.

## Vị trí
Tivoli thuộc quận Schwabing-Freimann ở bờ trái sông Isar nằm giữa Lehel và Tucherpark trong bốn con đường Ifflandstraße, Tivolistraße, Hirschauer Straße và Am Tucherpark.

## Lịch sử
Khu phố này được đặt tên theo quán Zum Tivoli, khai mạc năm 1830 từ một chỗ nghỉ mát mùa hè của một dân cư München. Cái tên Tivoli là tên của thành phố Ý Tivoli ở gần Roma, trong thế kỷ 19 được đặt cho nhiều công viên giải trí. Quán này tồn tại tới năm 1923, bị giật sập năm 1924.

## Mô tả
Khu phố này có diện tích khoảng 7 ha. Suối Eisbach chảy ngang qua nó.